# Partito Nazionale Maldiviano
Il Partito Nazionale Maldiviano (in inglese Maldives National Party ed in maldiviano މޯލްޑިވްސް ނޭޝަނަލް ޕާޓީ‎) è un partito politico maldiviano.

## Risultati elettorali
| Anno | Candidato     | Voti            | Seggi         |
| ---- | ------------- | --------------- | ------------- |
| 2023 | Mohamed Nazim | I° turno: 1 907 | ❌ Non eletto |

| Anno | Voti  | Seggi  |
| ---- | ----- | ------ |
| 2024 | 1 060 | 1 / 93 |